# Elland Road
Elland Road är fotbollsklubben Leeds Uniteds hemmaarena. Den har använts av klubben alltsedan dess grundande 1919 och var även klubbens föregångares, Leeds City, hemmaarena från 15 oktober 1904. Det är en arena med enbart sittplatser och ligger vid gatan med samma namn i stadsdelen Beeston.
Som fotbollsarena är den den fjortonde största i England och den tredje största utanför Premier League. Arenan används ofta som neutral spelplats för semifinalerna i FA-cupen. Dessutom nyttjas den vid hemmamatcher för Englands landskamper samt för andra arrangemang – främst konserter.
Elland Road har en total publikkapacitet på 37 792. Det gällande publikrekordet på 57 892 sattes den 15 mars 1967 i en omspelsmatch i FA-cupens 5:e omgång mot Sunderland. Rekordet sattes under en period då ståplatser fortfarande tilläts och innan arenan byggdes om till enbart sittplatser. Med enbart sittplatser är det gällande rekordet 40 287.
Arenan utsågs av engelska fotbollsförbundet till en av flera arenor att användas ifall England hade tilldelats fotbolls-VM 2018. Detta skedde dock inte, eftersom mästerskapet istället tilldelades Ryssland.

## Ägarskap
Arenan såldes 2004 av Leeds United för att stärka ekonomin. Istället hade klubben ett 25-årigt leasingkontrakt där de betalade drygt 21 miljoner kronor om året för nyttjandet av Elland Road, samt ytterligare cirka 6,5 miljoner om året för träningsanläggningen Thorp Arch ungefär 20 kilometer nordost om Elland Road. Kontraktet innefattade även en återköpsklausul, vilket gav klubben rätt att köpa tillbaka arenan i framtiden.
Den 28 juni 2017, tretton år in det 25-åriga avtalet, meddelade Leeds United att man hade köpt tillbaka arenan.

## Historia
Elland Road var ursprungligen rugbyklubben Holbecks hemmaplan men har i huvudsak använts uteslutande för fotboll sedan tidigt 1900-tal, med ett kort återtåg för rugbyn då rugby league laget Hunslet Hawks spelade sina hemmamatcher där under ett antal säsonger i mitten på 1980-talet.

### Tidig historia
Innan arenan byggdes bestod Elland Road enbart av ett obebyggt markområde vid foten av kullen Beeston Hill, Beeston längs huvudvägen A643 i riktning mot grannstaden Elland. Området ägdes av ett bryggeri, Bentley's Brewery, och gick under benämningen Old Peacock Ground (ungefär "det gamla påfågelområdet") efter puben Old Peacock som låg mittemot med fasaden mot markområdet, och därmed tillkom smeknamnet The Peacocks (Påfåglarna) som användes både på ursprungsklubben Leeds City FC och på nuvarande klubben Leeds United. De första användarna av området var rugby league-klubben Holbeck Rugby Club, som flyttade från sin tidigare hemmaplan, Holbeck Recreation Ground och köpte Old Peacock Ground från Bentley för £1 100. De byggde den första läktaren inför den kommande säsongen och arenan blev därmed allmänt känt som Elland Road.
Den lokala fotbollsklubben Leeds Woodville i Leeds League delade Elland Road med Holbeck under säsongen 1902/03, men då Holbeck lades ned 1904 i samband med att de förlorat en viktig slutspelsmatch annonserades arenan ut till försäljning. Under ett möte i Griffin Hotel i augusti samma år bildades en ny klubb, Leeds City, och det beslutades att den nya klubben skulle hyra arenan som sin hemmaplan under den kommande säsongen. Hyreskontraktet tecknades den 13 oktober 1904 till en hyra av £75 per år med en möjlighet att köpa arenan för £4 500 året därefter.
Efter klubbens första säsong i ligan (The Football League) byggde de en ny läktare under tak med plats för 5 000 åskådare utefter den västra sidan av Elland Road till en kostnad av £1 050. Leeds Citys publiksiffror var i ständigt stigande och kulmen nåddes i ett lokalt derby mot Bradford City den 30 december 1905 då hela 22 500 åskådare fyllde arenan vilket resulterade i totalt £487 i publikintäkter.
Utbyggnadsplanerna fortsatte och i februari 1906 köptes ytterligare markområden, vilket möjliggjorde byggnationen av ytterligare en huvudläktare med kapacitet av 4 000 åskådare till en kostnad av £3 000. Läktaren invigdes av stadens borgmästare Joseph Hepworth i samband med en match mot Chelsea den 17 november 1906. Arenan fick därmed en löparbana, omklädningsrum för spelare och domare samt ett garage för bilar. Man hade dessutom skapat ett dräneringssystem som förhindrade att fotbollsplanen översvämmades vid regn.
Leeds City fick problem med ekonomin och beslöt att acceptera ett erbjudande på £1 000 plus en årlig hyra på £250 för Elland Road. Arenan användes även under första världskriget av den brittiska armén för militära övningar och när kriget upphörde 1918 återupptogs fotbollen med säsongen 1919/20. Det blev en stor skandal då det uppdagades att klubben hade betalt spelare på ett otillåtet vis under krigsåren och klubben blev omedelbart uteslutna ur ligasystem efter enbart 8 ligamatcher. Yorkshire Amateurs blev de nya hyresgästerna till Elland Road och laget spelade sina fotbollsmatcher där under en kort period, något som troligtvis räddade arenan från att upphöra.

### 1920–1974
Bildandet av Leeds United förde med sig stora förändringar för Elland Road. Under 1920-talet kompletterades den södra läktaren (South Stand) med ett tak av trä. Ytterligare en läktare, The Lowfields, byggdes utefter hela östra långsidan och bakom målet i norra änden byggdes en läktare som kom att kallas "Spion Kop" eller "The Kop", namnet taget från en kulle i Sydafrika under Boerkriget.
Inga större förändringar tillkom i arenans struktur under 1930- och 1940-talet. Noterbart är några höga publiksiffror under perioden. Den 27 december 1932 sattes nytt publikrekord då 56 796 åskådare var på plats när Leeds mötte de blivande ligamästarna Arsenal, ett rekord som stod sig i 35 år. Arenan blev också utvald som spelplats för 1938 års final i Rugby league-mästerskapet mellan Leeds och Hunslet. Matchen attraherade en publik på 54 112 som såg Hunslet vinna titeln.
Strålkastarbelysning användes första gången i en fotbollsmatch på Elland Road den 9 november 1953 i en match mot Hibernian. Belysningen hade kostat £7 000 att installera och sades vara den dyraste i landet på den tiden.
En kraftig brand bröt ut i arenan den 18 september 1956. Branden totalförstörde hela västra läktaren (West Stand) inklusive kontor, materialförråd, klubbens prissamlingar, träningslokaler, omklädningsrum, presscentra och loger samt strålkastarbelysningens kraftförsörjning. Totalt beräknades att värden för ungefär £100 000 totalförstördes vid branden. Klubbens försäkringar täckte inte skadorna. Efter ett styrelsemöte beslöt att be om allmänhetens hjälp genom en insamling för att stödja återuppbyggnaden av en ny läktare. Insamlingen gav £60 000 och den nya läktaren, West stand med en kapacitet av 4 000 sittplatser, var klar till inledningen av kommande säsong till en kostnad av totalt £180 000.
Den första match att sändas i TV (dock ej direktsändning) från Elland Road var en ligamatch mot Everton den 20 mars 1965, en match som Leeds vann med 4-1. Ett nytt publikrekord 57 892 åskådare sattes den 15 mars 1967 i en omspelsmatch i FA-cupens 5:e omgång mot Sunderland. Mot slutet av april 1968 demolerades den gamla Spion Kop-läktaren för att ge plats åt en ny £250 000 läktare. På mindre än 6 veckor uppfördes en läktare under tak som skulle bli känd under benämningen Gelderd End. När den var färdig fanns det ett outnyttjat område som var ungefär 18 meter brett mellan läktaren och målet. Byggnadskommittén beslutade att helt enkelt beså den med gräs och utnyttja som en del av spelplanen, därmed kom Elland Roads spelplan att flyttas cirka 9 meter längre norrut.
Ytterligare förbättringar som infördes 1970 inkluderar sammanbyggnaden av West Stand och the Kop till en kostnad av £200 000. Därmed skapades en läktarsektion som rätt och slätt går under benämningen nordvästra hörnet (North-West corner). För att komplettera den nya strukturen byggdes en, i stort sett, identisk läktare i det nordöstra hörnet som sammanfogade Lowfields och the Kop, vilket kostade ytterligare £200 000. 1972 öppnandes av den välsorterade supporterbutiken Leeds United Sports and Souvenir Shop, där det förutom matchtröjor och liknande fotbollssouvenirer även fanns ett stort utbud av klubbens matchprogram genom åren. Under 1974, samma år som Leeds vann det engelska ligamästerskapet för andra gången, demonterades den ålderstigna men ändå populära läktaren Scratching Shed och ersattes av den nya South Stand till en kostnad av £500 000. Den nya läktaren inkluderade det bästa som fanns att tillgå, och hade i förgrunden en sektion med plats för 4 000 ståplatser, därefter en rad med 16 sponsorloger, och ovanpå en sektion med plats för 3 500 sittplatser. Det fanns även planer att bygga samman hörnet mellan South Stand och Lowfields, men dessa planer skrinlades då klubben inte hade medel att finansiera byggandet.
Samma år byttes det gamla strålkastarna ut till nya som med sina 79 meter var de högsta i Europa. Ursprungligen uppfördes enbart tre av de planerade strålkastartornen, två i hörnen på norra kortsidan och det tredje i det nordvästra hörnet, det fjärde och sista tornet restes först fyra år senare.

### 1982–2000
Under sommar 1982 sålde Leeds arenan Elland Road till Leeds stadsfullmäktige för £2,5 miljoner genom ett avtal som garanterade klubben en 125-årig hyresrätt till arenan. Ambitiösa utbyggnads- och upprustningsplaner av arenan och kringliggande sportanläggningar upprättades 1987 av en arkitekt-firma och presenterades av byggfirmorna Baltic Consortium och W.H. White. De beräknade ombyggnadskostnaderna till mellan £50 och £75 miljoner för Lowfields med en 7 500 sittplatser läktare och en intilliggande sporthall med 2 000 sittplatser. Andra planer var att inom arenaområdet bygga ett köpcentrum, isrink, cricket stadium, biograf, nattklubb, kafé, restaurang, vattenpark, nöjespark och butiker. Ingen del av planen påbörjades dock och förslaget blev snart historia.
I september 1991 färdigställdes läktaren i det syd-östra hörnet, South-East corner, som sammanfogade South Stand och Lowfields läktarna och hörn-läktaren kom att användas för bortalagets supportrar. South-East corner användes och temporärt som "familjeläktare" men ett stort uppsving i medlemskapet gjorde att dess kapacitet på 1 710 åskådare inte var tillräckligt och familjeläktaren flyttades istället till East Stand. Idag är den ihågkommen som ostbiten, ett smeknamn på läktaren på grund av dess form och gula sittplatser.
En bankett-del som var sammankopplad med bakre delen av West Stand, komplett med en konferensanläggning öppnades i april 1992. Ett ombyggnadsprojektet påbörjades 1992 och innebar att Lowfields ersattes med den nya East Stand, en kolossal läktare med 17 000 sittplatser i två plan. Den blev klar 1993 till en kostnad av £5,5 miljoner, med 25 företags- och sponsorloger, 10 000 sittplatser i det nedre planet, varav en del utgjorde en familjesektion enbart för medlemmar, och ytterligare 7 000 sittplatser på det övre planet. East Stand satte ett nytt rekord som den största fribärande läktaren i världen. Mot slutet av säsongen 1994 blev Elland Road en arena med enbart sittplatser då den gamla ståplatsläktaren Kop ersattes av en läktare med 7 000 sittplatser, i enlighet med direktiven i den så kallade Taylor-rapporten. Den nya läktaren gavs namnet Revie Stand efter den legendariske managern Don Revie (död 1989) och invigdes officiellt i oktober 1994 av klubbens president, George Lascelles, den 7:e Earlen av Harewood (KBE) och Don Revies änka, fru Elsia Revie. 

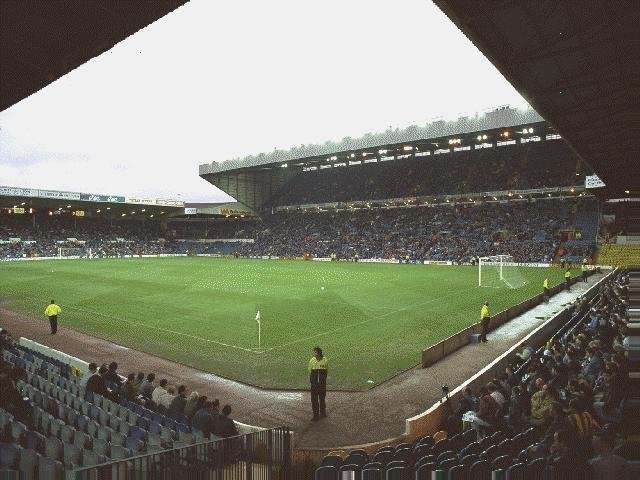
Vy från Elland Roads syd-östra hörn

I december 1997 presenterades bilder i klubbens matchprogram över planer att förbättra västra och södra läktarna vilket skulle ha utökat arenans kapacitet till 45 000 sittplatser till en kostnad av £11,3 miljoner. Planerna var att bygga läktare i samma stil som East Stand men i tre plan med en kapacitet på cirka 12 000 åskådare. Läktaren skulle dessutom fokusera runt en VIP avdelning samt inkludera en inomhusarena med en kapacitet på 15 000 sittplatser bakom West Stand. Inomhusarenan skulle användas för basket, ishockey, konserter och liknande arrangemang, men projektet kom aldrig att påbörjas. Leeds återtog ägarskapet av Elland Road 1998, när de nya ägarna Leeds Sporting PLC kom överens med Leeds stadsfullmäktige att köpa tillbaks arenan för £10 miljoner.

### 2001–2010 inklusive nuvarande ombyggnadsplaner
Den 16 august 2001 sände klubbens dåvarande ordförande, Peter Ridsdale, ett brev till samtliga säsongsbiljettinnehavare och aktieägare som ombads rösta om Elland Roads framtid. Omkring 87 % av klubbens 18 500 aktieägare och säsongbiljettinnehavare röstade för att flytta medan 13 % av väljarna röstade på alternativet att stanna på Elland Road.
I september 2001 presenterade Peter Ridsdale planerna på den nya arena med enbart sittplatser och plats för 67 000 åskådare in närliggande Skelton.
Oavsett detta skulle planerna aldrig förverkligas då Ridsdale, frontfiguren för PLC, avgick i mars 2003, därmed övergav sina planer och lämnade efter sig en finansiell situation som slutligen resulterade i att även PLC lämnade i mars 2004.
Senare samma år såldes Elland Road under ett 25-årigt leasingavtal med en återköpsklausul för att skaffa de finansiella medel som behövdes för betala av lån från Aston Villas aktieägare och före detta ordförande i Watford Jack Petchey. Det uppdagades den 27 december 2006 att arenan hade sålts till dess nuvarande ägare, det British Virgin Islands-baserade Teak Trading Corporation, redan 15 månader tidigare.
Den senaste ombyggnaden av Elland Road gjordes sommaren 2006, när den södra läktaren (South Stand) renoverades och var stängd under de första matcherna av säsongen 2006/07 då arbetet slutfördes. Renoveringen innefattade bland annat ny interiör som gav läktaren ett modernt utseende, förbättrade utrymmen för matlagning och utskänkningsområden, nya kontorslokaler i mezzanin stil, en totalrenovering av företagslogerna samt en ny restaurang Billy's Bar, som fått namnet efter klubbens legendariske lagkapten Billy Bremner.
Ytterligare ombyggnadsplaner figurerade 2007 vilket inkluderade byggandet av två hotell, ett köpcentrum och en friskvårdsanläggning. Hotellen, ett av enklare "budget"-standard medan det andra ett fyr-stjärnigt, skulle byggas på det område där klubbens souvenirbutik ligger idag. Möjliga tillbyggnader i anslutning till arenan innefattade bland annat en sportarena, kasino, polisstation, kafeteria, barer and parkering för 2 700 bilar.. Dessa planer offentliggjordes den 27 oktober 2008 när klubben presenterade sina ombyggnadsplaner i området bakom östra läktaren (East Stand). De inkluderar ett hotell med 350 rum i syd-östra hörnet av arenan, en täckt galleria med affärer, barer och restauranger, förbättrade faciliteter för konferenser och liknande arrangemang, kontorslokaler, och en nattklubb.. Den 6 november 2008 meddelade Leeds stadsfullmäktige att man inte kommer att bygga den föreslagna "Leeds Arena" på området i stadens ägo intill Elland Road, utan den kommer istället att byggas i stadens centrala delar.
Den 16 december 2009 presenterades de arenor som skulle stå som värd om England blev tilldelade Fotbolls-VM 2018. Elland Road var en av de utvalda arenorna. Om Englands ansökan skulle vinna så skulle Leeds United renovera både södra (John Charles) och norra (Revie) läktarna på Elland Road, vilket skulle resultera i att arenans kapacitet skulle öka till mer än 50 000.
Den 28 december 2009 delgav Leeds United dåvarande ordförande Ken Bates i Yorkshire Radio planer på att utöka publikkapaciteten på södra läktaren South Stand med 2-3 000 åskådare genom att byta ut de nuvarande företagslogerna mot sittplatser.
I december 2010 offentliggjorde FIFA att Fotbolls-VM 2018 har tilldelats Ryssland och inte England, exakt vad det betyder för ovanstående utbyggnadsplaner har inte offentliggjorts.
I april 2020, efter Leeds legendar Norman Hunters död, ändrades namnet på södra läktaren till “Norman Hunter Stand”.

## Nuvarande läktarsektioner och planritning
Elland Road har fyra läktarsektioner uppkallade efter före detta legendariska spelare och ledare i klubben – Don Revie (norra) stand, Jack Charlton (östra) stand, Norman Hunter (södra) stand och John Charles (västra) stand.
Som fotbollsarena är det den 12:e största i England, och den näst största utanför Premier League (efter Sheffield Wednesdays Hillsborough Stadium). Arenan används ofta som en neutral spelplats för semifinalerna i FA-cupen samt även vid hemmamatcher för Englands landskamper, och var en av åtta arenor under Europamästerskapet i fotboll 1996.

### Norra läktaren: Don Revie Stand
Kapacitet: 7 000 åskådare (inklusive de Nord-östra och Nord-västra hörn-sektionerna)
Don Revie Stand är namnet på läktaren på den norra kortändan av spelplanen.

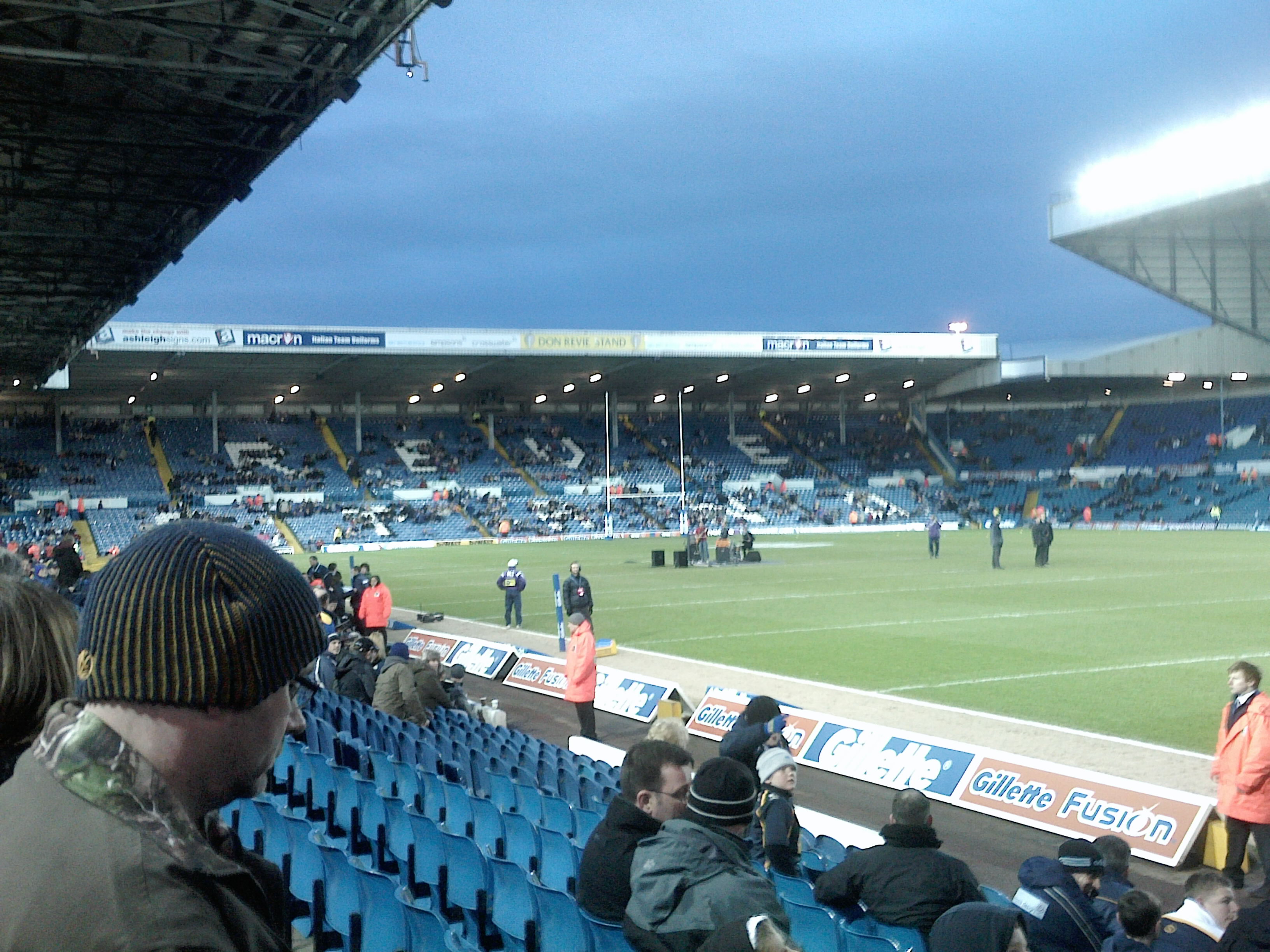
En bild av norra läktaren, Revie Stand, tagen från sydvästra hörnet på Elland Road

Den gick tidigare under benämningen Gelderd End eller Spion Kop (och bland Leeds supportrar kallas den fortfarande Kop) och var en ståplatsläktare fram till ombyggnaden mot slutet av säsongen 1994 då den bytte namn till Don Revie Stand som en hyllning till klubbens mest framgångsrike manager och före detta spelare, Don Revie. Den nya läktarsektionen invigdes officiellt i oktober 1994 av klubbens president, George Lascelles, den 7:e Earlen av Harewood (KBE) och Don Revies änka, fru Elsie Revie. Dess nya design inkluderade 7 000 sittplatser i enlighet med den så kallade Taylor-rapporten, och därmed hade samtliga ståplatser bytts ut och Elland Road var en arena med enbart sittplatser. 
I läktarens nord-västra hörn ligger ett kontrollrum för arenans övervakningssystem, vilket anses vara bland det mest avancerade i Europa. Via ett antal kameror runt om arenan filmas, fotograferas och direktövervakas samtliga åskådare från kontrollrummet, som därefter initierar och koordinerar alla eventuella säkerhetsoperationer.

### Östra läktaren: Jack Charlton Stand
Kapacitet: 17 000 åskådare
Jack Charlton Stand, tidigare East Stand, är namnet på den läktare som löper utefter den östra långsidan av spelplanen och är den senast tillkomna läktaren på arenan. 

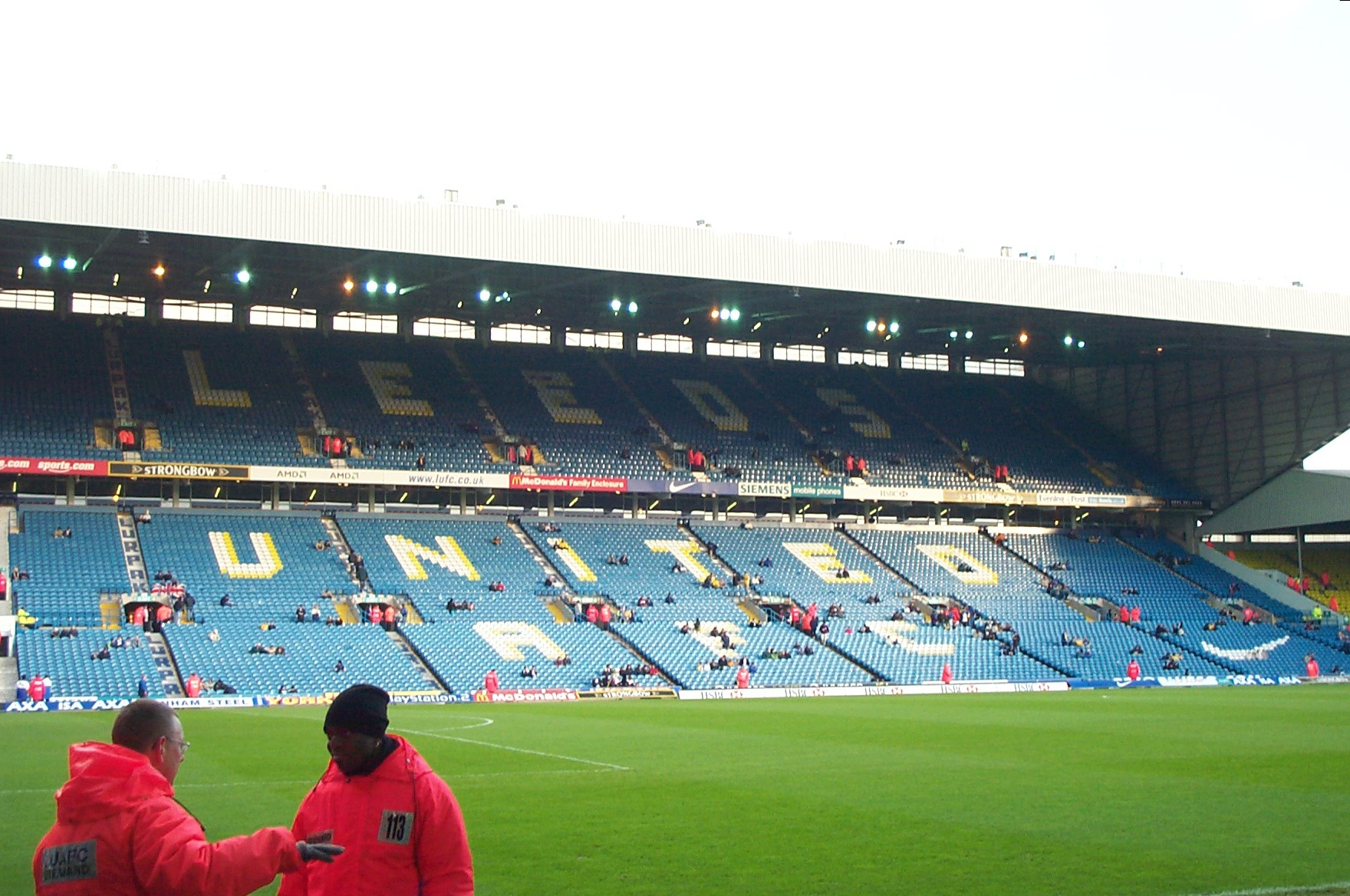
En bild av östra läktaren, East Stand, tagen i maj 2007

Den är uppkallad efter den legendariska spelaren Jack Charlton och består av två plan, den byggdes under säsongen 1992/93 till en kostnad av £5,5 miljoner och öppnades under säsongen 1993/94 och ersatte därmed den ålderstigna läktaren Lowfields. Vid öppnandet var det den största fribärande läktaren i världen, med plats för 10 000 åskådare i dess undre plan plus ytterligare 7 000 åskådare i det övre planet. Elland Roads familjesektion flyttades samtidigt från South Stand till den nya East Stand.
Läktaren innefattar dessutom 25 stycken loger för företag och sponsorer samt flera butiker, restauranger, matställen och kaféer.
Den 5 maj 2012 avtäcktes en staty av klubbens legendariske manager Don Revie utefter Lowfields Road framför ingången till Östra läktaren.

### Södra läktaren: Norman Hunter Stand
Kapacitet: 5 000 åskådare (inklusive de Syd-östra och Syd-västra hörn-sektionerna)
Norman Hunter Stand, tidigare South Stand, är namnet på läktaren vid södra kortändan av spelplanen. Den byggdes 1974 till en kostnad av £500 000 för att ersätta Scratching Shed som varit där sedan 1920-talet. Läktaren är i två plan med en rad av 32 exekutiva loger och en restaurant. Det finns ett fåtal sittplatser i det syd-östra hörnet plus en ny storbilds-skärm inför säsongen 2009/10. Under sommaren 2006 renoverades läktaren och tvingade därmed klubben att stänga den under ett antal hemmamatcher i inledningen på 2006/07. Under ombyggnaden gavs läktaren ett modernare utseende med förbättrade faciliteter samt en ny restaurang, Billy's Bar, för att hedra den legendariske lagkaptenen Billy Bremner.
Utanför arenans sydöstra hörn finns en staty i åminnelse över den legendariske lagkaptenen Billy Bremner, statyn restes 1998 strax efter Bremners död den 7 december 1997. Klubbens supporteraffär, Superstore, ligger i samma hörn.

### Västra läktaren: John Charles Stand
Kapacitet: 11 000 åskådare
John Charles Stand är namnet på den läktare som löper utefter västra långsidan av spelplanen. 

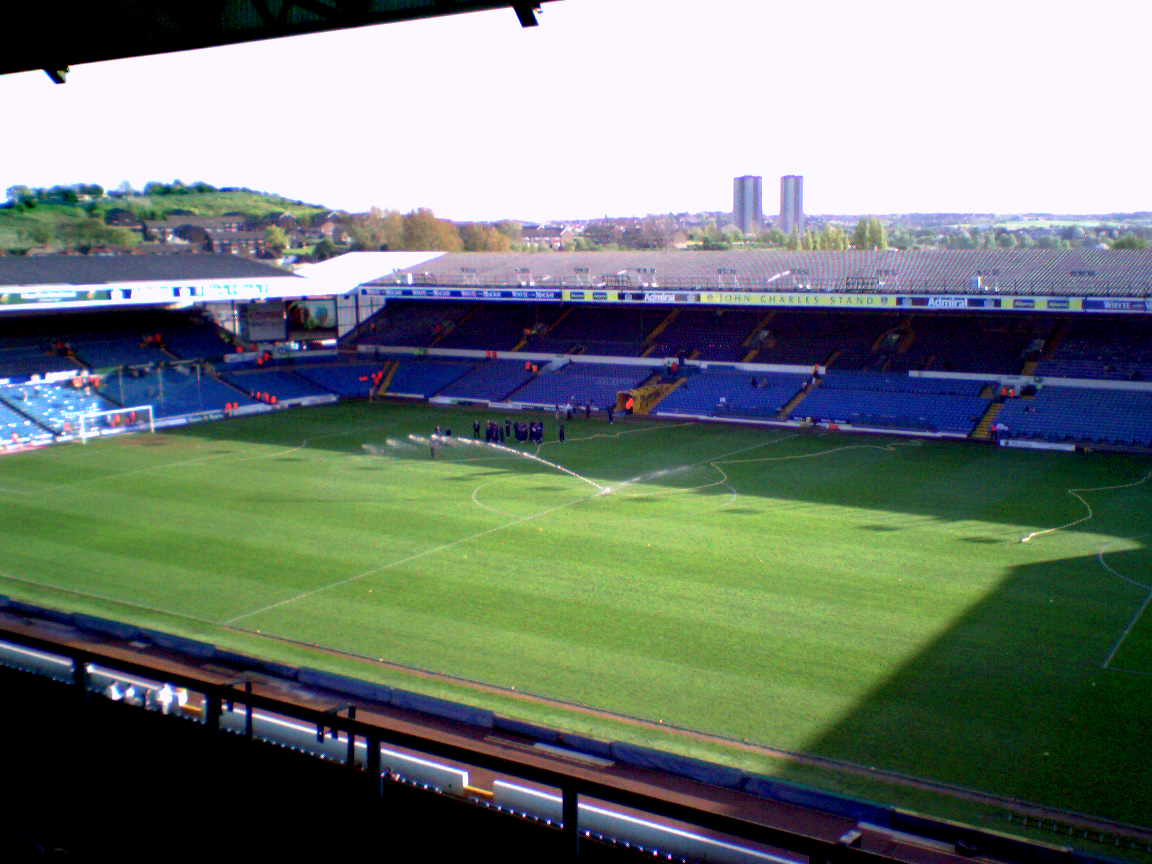
En bild av västra, John Charles Stand, och södra läktaren

Läktaren var känd som West Stand fram till att lagets supportrar krävde en hyllning av den förre Leeds-spelaren och legendaren John Charles efter dennes bortgång 21 februari 2004. Läktaren benämns dock fortfarande oftast som västra läktaren (West Stand) istället för dess officiella namn. Den byggdes 1957 då den förra läktaren brann ner och är den äldsta läktaren på Elland Road. Läktaren innefattar företagsloger, TV- och intervjusektioner tillsammans med sektioner för radio och press. Västra läktarens övre sektioner B3 och B4, med kapacitet av cirka 3 000 åskådare, används från och med säsongen 2011/2012 för bortalagets supportrar (tidigare användes Södra läktaren). Syftet med bytet var bland annat att ha Leeds egna supportrar bakom båda målen..   
John Charles Stand innefattar även den tunnel som leder ut till spelplanen från omklädningsrummen samt en VIP-sektion där hemma- och bortalagets samt andra dignitärer kan sitta och se på matcherna. Läktaren innehåller ett antal loger samt en bankettdel, komplett med en konferensanläggning i direkt anslutning till läktarens baksida, en del som öppnades i april 1992.
Enligt planerna i samband med Englands ansökan av Fotbolls-VM 2018 ersattes läktaren under 2012 av ny läktare med en kapacitet av 17 000 åskådare.

### Spelplanen
Spelplanen mäter ungefär 105 gånger 68 meter omgärdat av några meter gräs på var sida. Det finns ett värmesystem alldeles under spelplanens gräsyta bestående av 95 km rör. Detta tillsammans med ett utmärkt dräneringssystem gör att planen är spelbar i de flesta väder och det skall till extremt svåra väderförhållanden, såsom kraftig dimma, storm eller extrema översvämningar, för klubbens skall tvingas ställa in en match.
Det finns ett vattenuppsamlingssystem nedsänkt cirka 20 meter under den västra och norra läktarna med ett pumpsystem så att klubben i stort sett är självförsörjande på vatten för bevattning om det skulle behövas. Den första gången klubben provade systemet skadades dock gräset som blev helt svart på grund av att vattnet som pumpades ut var för kallt.

Bild: Vy över Elland Roads East Stand

Bild: Panoramavy över Elland Road i riktning mot East Stand

## Annan verksamhet

### Övrig Fotboll
Elland Road har använts såsom en neutral spelplats vid FA-cupens semifinaler vid nio tillfällen, första gången den 26 mars 1910 då Barnsley mötte Everton och den senaste 9 april 1995 då Everton mötte Tottenham Hotspur. Arenan har också varit värd för två landskamper, den första 8 juni 1995 då England och Sverige spelade 3-3 i den första hemmamatch som England spelat utanför Wembley Stadium på 22 år, och första gången sedan 1946 som en ny arena varit värd för en av Englands hemmalandskamper. Den andra matchen spelades 27 mars 2002 och var en vänskapsmatch mellan England och Italien då Wembley fortfarande var under ombyggnad. När England var värd för Europamästerskapet i fotboll 1996, den senaste internationella fotbollsturnering att spelas i England, var Elland Road en av åtta arenor som användes. Elland Road användes för Fotbolls-EM:s grupp B i gruppspelet där deltagande lag var Spanien, Rumänien, Frankrike och Bulgarien. 
Två av Leeds West Yorkshire-rivaler har även använt Elland Road som sin tillfälliga "hemmaplan". Den första var Huddersfield Town när deras egen hemmaplan brandskadats den 3 april 1950. Leeds erbjöd dem sin arena och klubben spelade sina två sista hemmamatcher av säsongen 1949/50 där. Bradford City var nästa klubb att använda Elland Road av samma anledning när deras arena brann den 11 maj 1985. Branden förstörde ena läktaren och därmed spelade de istället tre matcher på Elland Road. Två månader efter branden i Bradford spelande 1966 års världsmästare från England och Tyskland en välgörenhetsmatch på Elland Road där överskottet på £46 000 gick till en fond för brandkatastrofen, en match som England vann med 6–4.
Manchester United manager Alex Ferguson påstod vid ett tillfälle att Elland Road var "den mest skräckinjagande arenan i Europa".

### Film
Äldre delar av arenan användes 2009 då filmen The Damned United spelades in, handlingen var fokuserad runt Brian Cloughs (spelad av Michael Sheen) 44 dagar som manager för klubben 1974. Vissa delar av 1974 års Elland Road hade spelats in på andra platser för att bli mer tidstrogna.

### Rugby League
Hunslet Hawks, en lokal Rugby league-klubb delade arena med Leeds United under mitten av 1980-talet efter att deras närliggande hemmaarena rivits. Omspelet av 1982 års Challenge Cup Final mellan Widnes och Hull FC spelades också på Elland Road tillsammans med ett antal rugbylandskamper. 
Det lokala laget Leeds Rhinos har dessutom spelat ett antal matcher på Elland Road och arenan var värd för World Club Challenge den 28 februari 2010 då Leeds Rhinos förlorade mot Melbourne Storm med 10-18 inför 27 697 åskådare.

### Rugby Union
Elland Road är en av de arenor där Världsmästerskapet i rugby 2015 hölls, två matcher spelades på arenan i september 2015.

### Övrig sport
Amerikansk fotboll gjorde ett kort besök på arenan när Leeds Cougars, medlem av British American Football League, bytte från sin gamla hemmaplan i Bramley till Elland Road i maj 1986. Det varade enbart en säsong då arenan behövde renoveras.
Arenan har även varit värd för en Gaelisk fotbollsmatch mellan Dublin och Mayo 1987 och samma år samlade Jehovas vittnen 15 000 besökare under en tre-dagars kongress.
Det brukade även vara en hundkapplöpningsbana (greyhound) syd-ost om Elland Road fram till 1982 och en speedway bana känd som Fullerton Park.

### Konserter

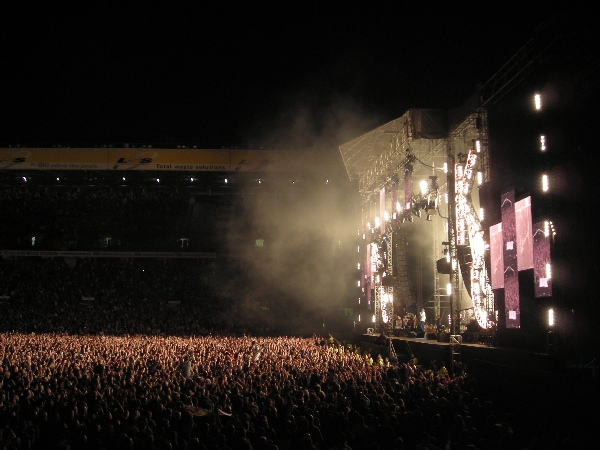
Kaiser Chiefs framför södra läktaren under en konsert 24 maj 2008.

Arenan har varit plats för ett antal konserter inklusive rock band som Queen, U2, Happy Mondays och Kaiser Chiefs.

## Publikrekord, kapacitet och genomsnitt
Elland Road består av fyra huvudläktare, Don Revie Stand, Jack Charlton Stand, Norman Hunter Stand och John Charles Stand, vilka tillsammans med hörnsektionerna ger en total publikkapacitet på 37 792. Det gällande publikrekordet på 57 892 sattes den 15 mars 1967 i en omspelsmatch i FA-cupens 5:e omgång mot Sunderland. Rekordet sattes under en period då ståplatser fortfarande tilläts och innan arenan byggdes om till enbart sittplatser enligt direktiven i den så kallade Taylor-rapporten. Med enbart sittplatser är det gällande rekordet 40 287, som sattes vid en ligamatch mot Newcastle United den 22 december 2001.
OBS! Nedanstående publiksiffror innefattar enbart hemmamatcher!

### Leeds City
Under Leeds Citys korta historia i början av 1900-talet var deras publikgenomsnitt det lägsta i ligasystemet. Klubben var enbart med i ligan under 15 år, från säsongen 1905/06 fram till att de uteslöts i början av säsongen 1919/1920, utan att ha haft större framgång eller starkare ekonomi under perioden. Fotboll var nytt i en region som alltid dominerats av rugby. Trots detta är Leeds City den klubb med näst högst publikgenomsnitt under sin tid i ligan av de klubbar som inte längre är med i ligasystemet, det vill säga utanför (The Football League och Premier League). Totalt sågs deras ligamatcher av 1 944 365 åskådare under dessa 15 år vilket ger en genomsnittlig publiksiffra av 10 234.

### Leeds United
Leeds United bildades strax efter att City upplöstes och spelade sin första ligasäsong 1920/21. Då hade fotbollen etablerat sig i regionen och publikgenomsnitt var under den första säsongen över 16 000. Fram till och med säsongen 2013/14 har totalt 46 811 732 åskådare sett Leeds Uniteds sammanlagt 1 832 ligamatcher på hemmaplan genom tiderna, vilket ger ett publikgenomsnitt av 25 552. Det placerar klubben på en 10:e plats bland det högsta publikgenomsnittet på hemmaplan bland fotbollsklubbar i England.
Nedanstående tabell ger publikgenomsnitt per säsong bland hemmamatcher i ligan sedan seklets början.
| Säsong  | Liga           | Lägst  | Högst  | Snitt  |
| ------- | -------------- | ------ | ------ | ------ |
| 2000/01 | Premiership    | 35 552 | 40 055 | 38 974 |
| 2001/02 | Premiership    | 38 237 | 40 287 | 39 784 |
| 2002/03 | Premiership    | 35 537 | 40 205 | 39 121 |
| 2003/04 | Premiership    | 30 544 | 40 153 | 36 666 |
| 2004/05 | Championship   | 24 585 | 34 496 | 29 207 |
| 2005/06 | Championship   | 18 353 | 27 843 | 22 354 |
| 2006/07 | Championship   | 16 268 | 31 269 | 21 613 |
| 2007/08 | League One     | 19 095 | 38 256 | 26 546 |
| 2008/09 | League One     | 18 847 | 37 036 | 23 813 |
| 2009/10 | League One     | 17 635 | 38 234 | 24 817 |
| 2010/11 | Championship   | 20 747 | 33 622 | 27 299 |
| 2011/12 | Championship   | 19 469 | 33 366 | 23 283 |
| 2012/13 | Championship   | 16 788 | 25 532 | 21 572 |
| 2013/14 | Championship   | 17 343 | 33 432 | 25 088 |
| 2014/15 | Championship   | 17,634 | 31,850 | 24,278 |
| 2015/16 | Championship   | 17,103 | 29,311 | 22,448 |
| 2016/17 | Championship   | 19,009 | 36,002 | 27,699 |
| 2017/18 | Championship   | 26,438 | 35,377 | 31,521 |
| 2018/19 | Championship   | 27,729 | 37,004 | 34,033 |
| 2019/20 | Championship   | 34,006 | 36,514 | 35,320 |
| 2020/21 | Premier League | 8,000  | 8,000  | 8,000  |
| 2021/22 | Premier League | 35,558 | 36,715 | 36,275 |